# Belutchistania squamalis
Belutchistania squamalis is een vlinder uit de familie snuitmotten (Pyralidae). De wetenschappelijke naam van deze soort is voor het eerst geldig gepubliceerd in 1951 door Amsel.
De soort komt voor in tropisch Afrika.